# New Orleans Jesters
New Orleans Jesters es un equipo de fútbol de los Estados Unidos que juega en la NPSL.

## Historia
Fue fundado en el año 2003 en la ciudad de Nueva Orleans (Luisiana) con el nombre New Orlenas Shell Sockers, debido al patrocinio de la empresa Shell, para ser uno de los equipos de expansión de la USL Premier Development League en 2003.
Su primer partido oficial fue una victoria 2-0 ante el Nashville Metros, logrando ganar el título divisional en su año de debut, aunque perdieron en las semifinales de conferencia ante el Memphis Express.
En el año 2007 terminó el contrato de patrocinio del club con la Shell, con lo que el club cambió de nombre, al año siguiente. En el año 2009 se volvieron a clasificar para los playoffs después de 6 temporadas ausentes, alcanzando las semifinales divisionales. Fue la última vez que el equipo llegó a los playoffs en la USL Premier Development League, ya que el 2 de noviembre del 2012 anunciaron que pasaban a competir en la NPSL a partir de la temporada 2013 tras nueve años en la USL Premier Development League.

## Palmarés
- USL PDL Temporada Regular: 1

2003
- USL PDL Mid South Division: 1

2003

## Estadios
- Westfeldt Practice Facility en Tulane University; New Orleans (2003-2004)
- Muss Bertolino Stadium; Kenner, Louisiana (2006-2007)
- Tad Gormley Stadium; New Orleans, 4 juegos (2008)[4][5]
- Lupin Field de la Isidore Newman School; New Orleans, 4 games (2008)
- Pan American Stadium; New Orleans (2005, 2009–)[6]

## Entrenadores
- Kenny Farrell (2003-)

## Jugadores

### Jugadores destacados
- Ian Bishop
- Steve McAnespie
- Jared Montz
- Steven Morris
- Anthony Peters
- Patrick Mullins
- Felipe Bonura